# Carsten Nielsen
Carsten Nielsen (* 12. srpna 1955, Kodaň) je bývalý dánský fotbalista, záložník.

## Fotbalová kariéra
Začínal v Dánsku v týmu B 1903 Kodaň, se kterým získal v roce 1976 mistrovský titul. Od roku 1976 hrál německou bundesligu za Borussii Mönchengladbach, se kterou získal v roce 1977 německý titul a v roce 1979 Pohár UEFA. Dále hrál čtyři sezóny francouzskou ligu za RC Strasbourg Alsace. Pokračoval ve Švýcarsku v týmu Neuchâtel Xamax, se kterým získal v roce 1988 švýcarský mistrovský titul, a na hostování v týmu CS Chênois. Kariéru končil v Dánsku v týmu Kjøbenhavns Boldklub. V Poháru mistrů evropských zemí nastoupil ve 12 utkáních a dal 1 gól a v Poháru UEFA nastoupil ve 29 utkáních a dal 6 gólů. V Interkontinentálním poháru nastoupil ve 2 utkáních. Za dánskou fotbalovou reprezentaci nastoupil v letech 1975–1979 ve 4 utkáních.

## Ligová bilance
| Ročník                                 | Zápasy | Góly | Klub                     |
| -------------------------------------- | ------ | ---- | ------------------------ |
| Dánská 1. divize 1974                  | -      | -    | B 1903 Kodaň             |
| Dánská 1. divize 1975                  | -      | -    | B 1903 Kodaň             |
| Dánská 1. divize 1976                  | 13     | 4    | B 1903 Kodaň             |
| Německá fotbalová Bundesliga 1976/1977 | 1      | 0    | Borussia Mönchengladbach |
| Německá fotbalová Bundesliga 1977/1978 | 22     | 8    | Borussia Mönchengladbach |
| Německá fotbalová Bundesliga 1978/1979 | 26     | 3    | Borussia Mönchengladbach |
| Německá fotbalová Bundesliga 1979/1980 | 32     | 7    | Borussia Mönchengladbach |
| Německá fotbalová Bundesliga 1980/1981 | 28     | 5    | Borussia Mönchengladbach |
| Ligue 1 1981/1982                      | 32     | 3    | RC Strasbourg Alsace     |
| Ligue 1 1982/1983                      | 17     | 4    | RC Strasbourg Alsace     |
| Ligue 1 1983/1984                      | 37     | 6    | RC Strasbourg Alsace     |
| Ligue 1 1984/1985                      | 28     | 4    | RC Strasbourg Alsace     |
| Švýcarská Super League 1985/1986       | 9      | 0    | Neuchâtel Xamax          |
| 2. švýcarská liga 1986/1987            | 27     | 3    | CS Chênois               |
| Švýcarská Super League 1987/1988       | 34     | 7    | Neuchâtel Xamax          |
| Švýcarská Super League 1988/1989       | 12     | 2    | Neuchâtel Xamax          |
| Dánská 1. divize 1990                  | 4      | 0    | Kjøbenhavns Boldklub     |
| CELKEM německá bundesliga              | 109    | 23   |                          |
| CELKEM Ligue 1                         | 113    | 17   |                          |
| CELKEM 1. švýcarská liga               | 55     | 9    |                          |